# خطوط فيجي الجوية

شعار الخطوط الجوية الباسيفيكية

خطوط فيجي الجوية (بالإنجليزية: Fiji Airways) خطوط الباسيفيك الجوية وتسمى أيضاً خطوط الباسيفيك الجوية أو الخطوط الجوية للمحيط الهادئ وهي شركة طيران ناقلة مقرها دولة فيجي. وهي تتقدم خدمات النقل الجوي الدولية والمحلية إلى 10 بلدان و 15 مدينة حول المحيط الهادئ، بما في ذلك أستراليا ونيوزيلندا وأمريكا الشمالية وهونغ كونغ. وهو أيضاً شريك مع برامج المسافر الدائم في خطوط آلاسكا الجوية، التابعة للخطوط الجوية الأمريكية، وكانتاس.
في مايو 2012، أعلنت الخطوط الجوية للمحيط الهادئ إعادة تسمية الشركة إلى اسم خطوط فيجي الجوية، لتعزيز دورها بوصفها الناقل الوطني لفيجي. أمرت شركة إيرباص A330-200 شركة الطيران الجديدة تحديث العلامة التجارية. التي تأسست من قبل الطيار الأسترالي هارولد جاتي.
يسافر على طيران فيجي 64 بالمائة من جميع الزوار الذين يسافرون إلى فيجي، وتوظف أكثر من 1000 موظف، وتحقق إيرادات تزيد عن 815 مليون دولار فيجي (390 مليون دولار أمريكي).

## الوجهات
تخدم خطوط فيجي الجوية 26 وجهة طيران مباشر في منطقة المحيط الهادئ. الخطوط الجوية الفيجية شريك في تحالف تحالف عالم واحد اعتبارًا من 5 ديسمبر 2018.
اتفاقيات الرمز المشترك
تشارك خطوط فيجي اتفاقيات الرمز المشترك مع شركات الطيران التالية:
- طيران الهند
- طيران نيوزيلندا
- طيران فانواتو
- خطوط آلاسكا الجوية
- الخطوط الجوية الأمريكية
- الخطوط الجوية البريطانية
- كاثي باسيفيك
- فين إير[5]
- خطوط هونغ كونغ الجوية
- الخطوط الجوية اليابانية
- خطوط جيت ستار الجوية
- خطوط جيتستار آسيا الجوية
- كانتاس
- طيران ساموا[6]
- الخطوط الجوية السنغافورية[7][8]
- طيران جزر سليمان

## الأسطول

### الأسطول الحالي
اعتبارًا من نوفمبر 2022، يتكون أسطول خطوط طيران فيجي من الطائرات التالية:

### الأسطول التاريخي
كانت شركة طيران فيجي تشغل الطائرات التالية سابقًا: